# Jakob Kreuzer
Jakub Kreuzer (15 gennaio 1995) è un calciatore austriaco, attaccante dell'Union Gurten.